# Callochiton vanninii
Callochiton vanninii is een keverslakkensoort uit de familie van de Callochitonidae. De wetenschappelijke naam van de soort is voor het eerst geldig gepubliceerd in 1983 door Ferreira.